# Dolce Quiz
Dolce Quiz è stato un programma televisivo italiano, trasmesso su Rai 2 dal 16 ottobre al 27 novembre 2021, e condotto da Alessandro Greco. Come giudici d'eccezione il pasticciere Ernst Knam e sua moglie Alessandra Mion, chiamata anche Frau Knam.

## Il programma
La sfida vede in gara due coppie composte da un vip particolarmente appassionato di dolci, accompagnato da un amico o da un parente. Tra preparazioni e assaggi, si decreterà un vincitore che conquista la Knam d'Or, un dolce appositamente creato dal giudice. I concorrenti ricevono una sweet box a casa per preparare un dolce ideato da Knam e dovranno rinunciare a mangiar dolci per la settimana precedente la gara. Se risponderanno correttamente alle domande poste da Knam e Frau Knam potranno assaggiare le creazioni del maestro.
Nel cast compaiono anche Claudio Guerrini e Alessia Bertolotto nel ruolo di inviati e il sommelier Filippo Bartolotta. A firmare la regia: Maurizio Monti. Autori del format: Andrea Quartarone, Luigi Miliucci e Tommaso Martinelli.

## Edizioni
| Edizione | Inizio          | Fine             | Puntate | Conduttore       | Giudici                      |
| -------- | --------------- | ---------------- | ------- | ---------------- | ---------------------------- |
| 1ª       | 16 ottobre 2021 | 27 novembre 2021 | 6       | Alessandro Greco | Ernst Knam e Alessandra Mion |

## Ascolti
| Data             | Telespettatori | Share | Note  |
| ---------------- | -------------- | ----- | ----- |
| 16 ottobre 2021  | 679.000        | 6,95% | [ 2 ] |
| 23 ottobre 2021  | 389.000        | 3,86% | [ 3 ] |
| 30 ottobre 2021  | 412.000        | 4,21% | [ 4 ] |
| 6 novembre 2021  | 442.000        | 4,10% | [ 5 ] |
| 20 novembre 2021 | 334.000        | 3,26% | [ 6 ] |
| 27 novembre 2021 | 347.000        | 3,17% | [ 7 ] |